# Straßberg
Straßberg (pr.: ˈʃtʁaːsbɛʁg) è un comune tedesco di 2 480 abitanti, situato nel Land del Baden-Württemberg.